# RUR-5 ASROC
Die RUR-5 ASROC (kurz für: Anti Submarine Rocket) ist eine Anti-U-Boot-Rakete zur Bekämpfung von Unterwasserzielen in großer Entfernung. Die RUR-5 wurde Anfang der 1960er-Jahre in den USA für große und mittlere Überwasserkampfschiffe von der Alliant Group (USA) entwickelt. Das Kürzel RUR steht nach der amerikanischen Nomenklatur für schiffsgestützt (R), Angriff auf Unterwasserziele (U) und eine ungelenkte Rakete (R).

## Beschreibung
Das ASROC-System ist eine Kombination aus einem U-Jagd-Torpedo Mk. 44 oder 46 (Ø 324 mm, Gefechtsladung 45,5 kg) und einem Raketentreibsatz. Abgefeuert wurden die Flugkörper aus einer nachladbaren, schwenkbar angeordneten Acht-Zellen-Box. Nach dem Start fliegt die ASROC ballistisch ohne Lenkung in die vordefinierte Richtung. An einer vorausberechneten Position der Flugphase wird der Raketensatz abgesprengt, und der Torpedo schwebt an einem Fallschirm zu Wasser. Beim Eintritt ins Wasser löst er sich, taucht unter und geht selbständig auf Suchkurs gegen feindliche U-Boote.
Die RUR-5 wurde auf einer Vielzahl von US-amerikanischen Zerstörern und Fregatten eingesetzt, etwa der modernisierten Gearing-Klasse, der Charles-F.-Adams-Klasse oder der Knox-Klasse.
Ab 1969 wurde sie auch auf Zerstörern der Lütjens-Klasse der deutschen Bundesmarine eingesetzt. Mit der Außerdienststellung der Zerstörer der Lütjens-Klasse 2003 endete der Einsatz von ASROC bei der deutschen Marine.
Die United States Navy rüstete später ältere ASROC-Flugkörper aus ihrem Bestand auf Torpedos des Typs Mk. 50 um. Eine von den USA 1967 getestete Variante mit erhöhter Reichweite (Extendes Range – ERA) ging nicht in Produktion. Eine Version mit nuklearer Wasserbombe statt des Torpedos wurde 1989 aus der Nutzung genommen.
Inzwischen wurde die RUR-5 bei der US Navy durch die RUM-139 VL-ASROC ersetzt. Diese wird nicht mehr aus der acht-Zellen-Starterbox gestartet, sondern aus Vertical Launching Systems (VLS). Seit Ende der 1990er Jahre gibt es auf aktiven Schiffen der US Navy diese auf das Ziel ausrichtbaren Achtfachstarter nicht mehr. Der Einsatz der noch verbliebenen, ursprünglich ungelenkten RUR-5 war somit nur noch nach einer Umrüstung möglich.

## Verbreitung
- Ägypten
- Brasilien
- Deutschland
- Griechenland
- Japan
- Kanada
- Mexiko
- Pakistan
- Spanien
- Südkorea
- Taiwan
- Thailand
- Türkei
- Vereinigte Staaten

Quelle sipri.org:

## Fotos

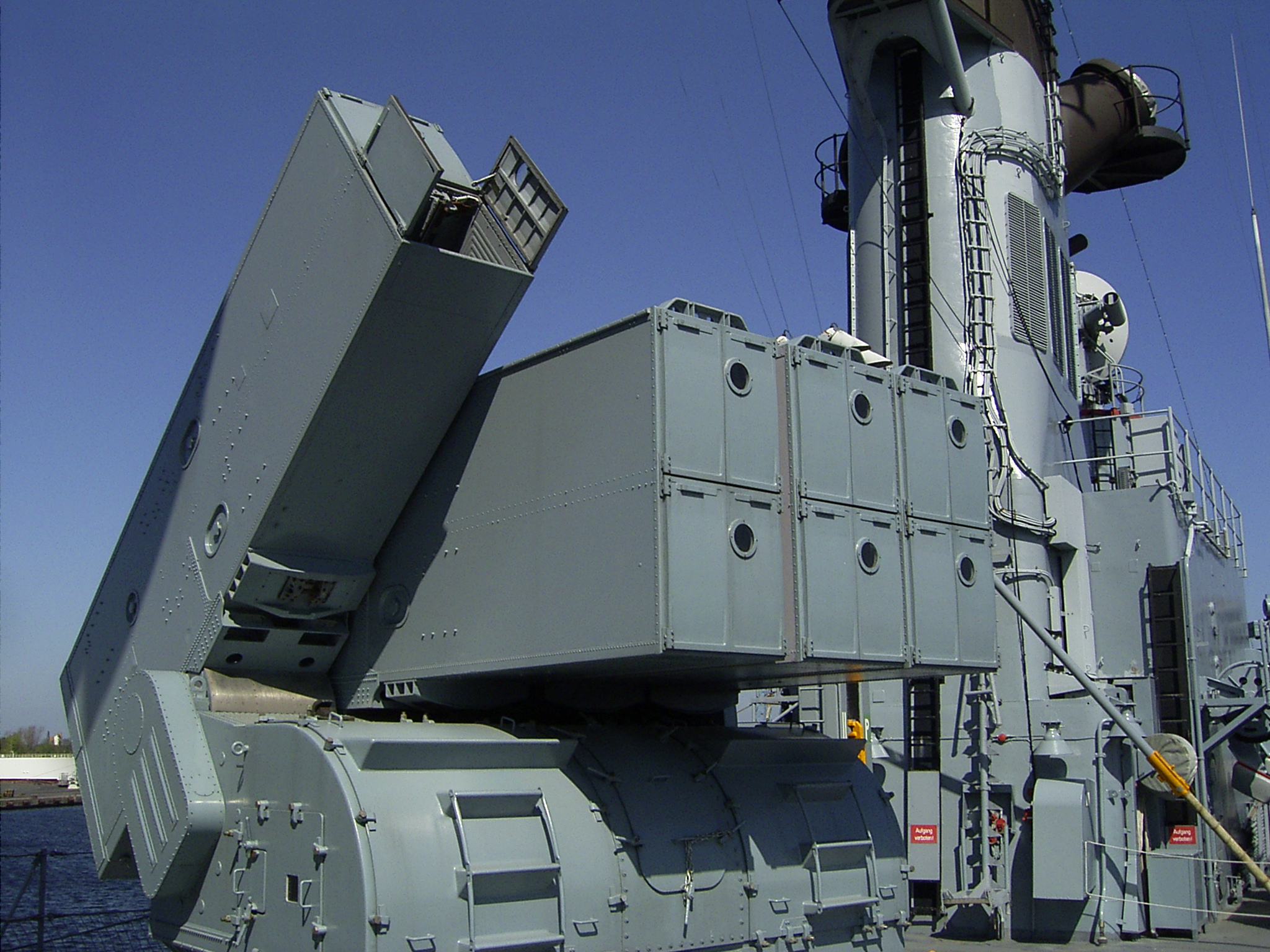
Acht-Zellen-Box für ASROC
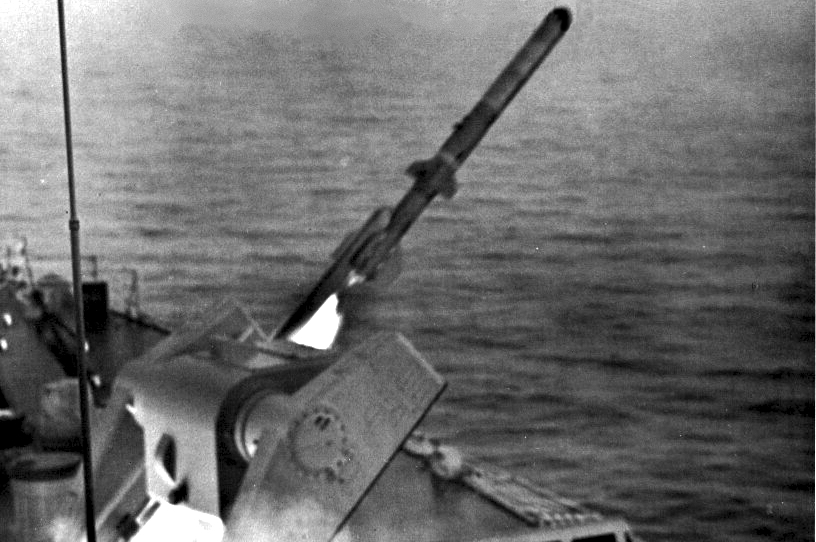
Start einer ASROC von einem Mk.10 Starter auf der USS Jouett (DLG-29)
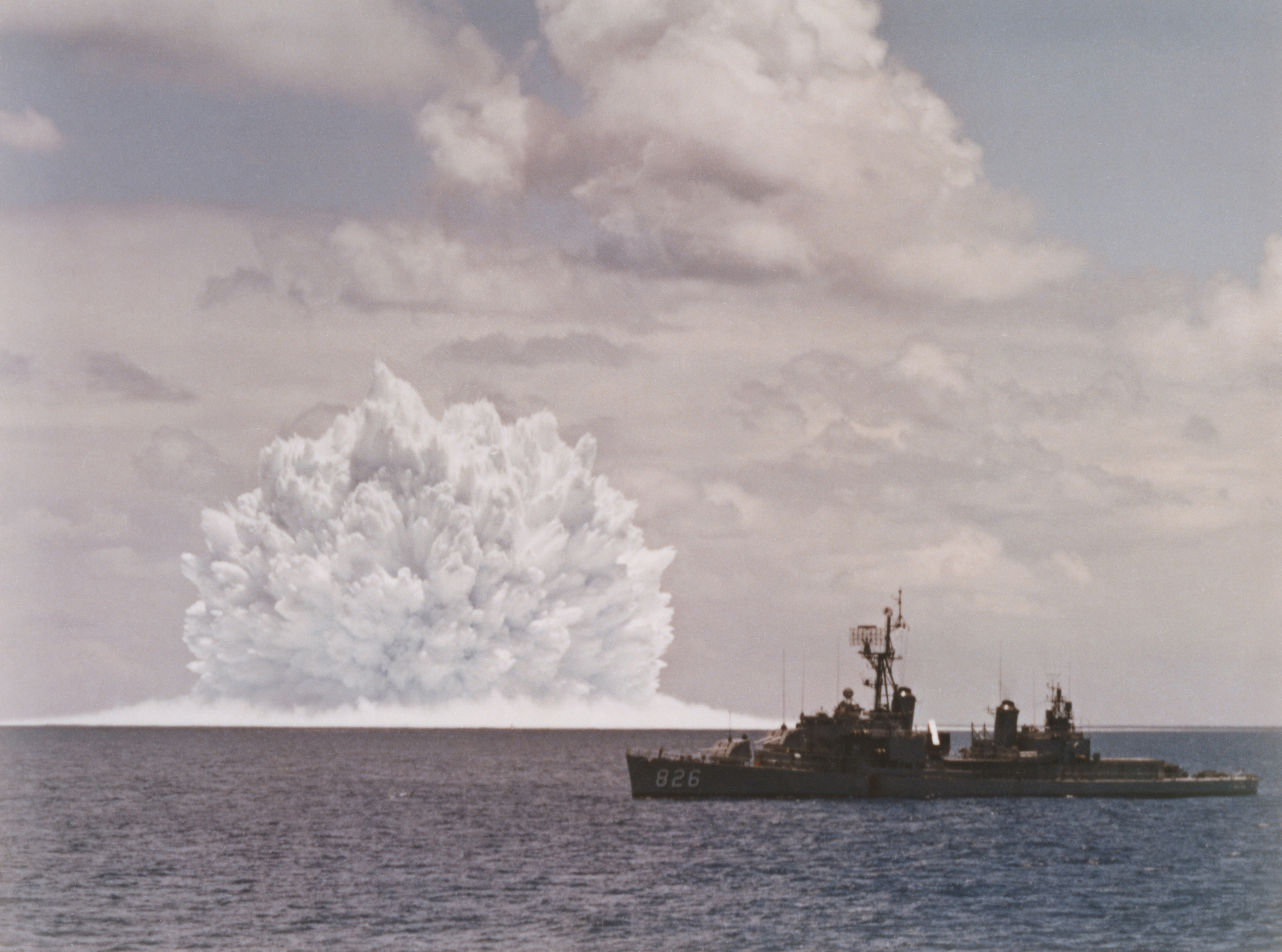
Test einer nuklear bewaffneten ASROC (Operation Dominic Swordfish)